# Administrativní dělení Belize

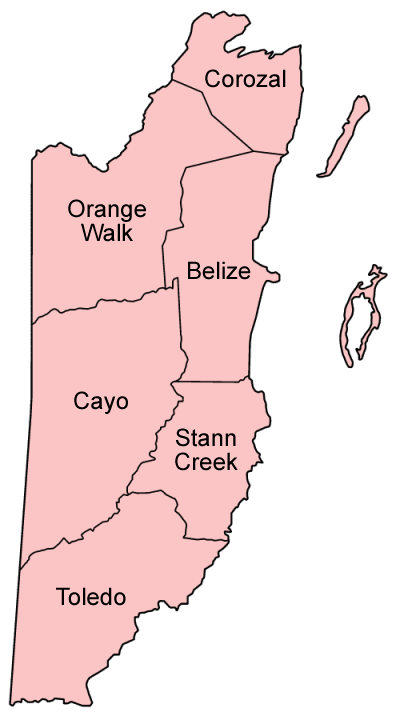
Distrikty Belize

Belize je unitární stát, který se skládá z 6 distriktů (stav v roce 2014).
| Distrikt    | Hlavní město     | Rozloha (km²) | % rozlohy státu | Obyvatelstvo (2022) | % obyvatel státu | Hustota zalidnění | ISO kód |
| ----------- | ---------------- | ------------- | --------------- | ------------------- | ---------------- | ----------------- | ------- |
| Belize      | Belize City      | 4 204         | 18,30 %         | 113 630             | 28,6 %           | 27,0 ob./km²      | BZ-BZ   |
| Cayo        | San Ignacio      | 5 338         | 23,24 %         | 99 105              | 24,9 %           | 18,6 ob./km²      | BZ-CY   |
| Corozal     | Corozal Town     | 1 860         | 8,10 %          | 45 310              | 11,4 %           | 24,4 ob./km²      | BZ-CZL  |
| Orange Walk | Orange Walk Town | 4 737         | 20,63 %         | 54 152              | 13,6 %           | 11,4 ob./km²      | BZ-OW   |
| Stann Creek | Dangriga         | 2 176         | 9,48 %          | 48 162              | 12,1 %           | 22,1 ob./km²      | BZ-SC   |
| Toledo      | Punta Gorda      | 4 648         | 20,24 %         | 37 124              | 9,3 %            | 8,0 ob./km²       | BZ-TOL  |
| Belize      | Belmopan         | 22 963        |                 | 397 483             |                  | 17,3 ob./km²      |         |